# Dzieciaki z wyspy skarbów. Tajemnica wyspy skarbów
Dzieciaki z wyspy skarbów. Tajemnica wyspy skarbów (ang. Treasure Island Kids: The Mystery of Treasure Island) – nowozelandzki film przygodowy z 2006 roku w reżyserii Michaela Hursta. Jest to trzecia część trylogii „Dzieciaków z wyspy skarbów”.

## Opis fabuły
W czasie pobytu na wyspie skarbów w tajemniczych okolicznościach znika mały Hindus, Ashoka. Dzieci przypadkowo znajdują starożytną figurkę, która odzywa się do nich ludzkim głosem. Charlie Forest (Nicko Vella) razem ze swoimi przyjaciółmi próbują powiązać te fakty. Niespodziewanie odkrywają, że na wyspie przebywa kosmita. Dzieci sądzą, że muszą bardzo szybko pomóc mu opuścić Ziemię. Jeśli im się to nie uda, trafi on w ręce naukowców i poddawany będzie eksperymentom.

## Obsada
- Nicko Vella – Charlie Forest
- Beth Allen – Ellie
- John Callen – Conrad
- Sasha Tilley – Miranda